# ガンジスカワイルカ
ガンジスカワイルカ（Platanista gangetica）は鯨偶蹄目カワイルカ科に属すハクジラ類の1種。

## 分布
インド、バングラデシュ、ネパールなどのガンジス川水系の河川に生息する。

## 形態
体長はメスが最大2.2m、雄が最大2.6m。目がほとんど見えず、専らエコーロケーションによって周囲を把握するため、大きなメロンを持つ。

## 生態
通常、単独またはつがいで泳ぐ。主に魚類や甲殻類などをエサとする。

## 分類・進化史
長くインダスカワイルカと同種として扱われてきたが、分子情報による分岐年代や頭骨の構造から、両者は別種とするほどの差異があることがわかった。